# دهنفنتري
دهنفنتري (بالإنجليزية: Dhanvantari)‏، و(بالسنسكريتية: धन्वन्तरि)‏، هو طبيب (حكيم) الديفيين (الأرباب) في الهندوسية. ويُعدُّ تجسيدًا لفيشنو. جاء ذكره في البورانات كإله الأيورفيدا، وهي منظومة من تعاليم الطب التقليدي. جرى تصويره بأنَّه شخص وسيم بأربعة أذرع، واحدة أو اثنان منها تحمل الأمريتا (إكسير الحياة). واسمه يعني "مَن يتحرك في منحنى"، انحاء مثل انحناء القوس أو قوس قزح. ويبدو أنَّ له علاقة بالشمس وحركة سيرها في السماء كما تبدو للناظر من الأرض.